# Eredivisie 1959/60
Het seizoen 1959/60 van de Nederlandse Eredivisie is van start gegaan op 30 augustus 1959 en eindigde op 22 mei 1960.
Dit was het vierde seizoen waarin onder de KNVB-vlag een professionele Eredivisie werd gevoetbald. De puntentelling ging uit van twee punten per overwinning en één punt voor een gelijkspel.
In het vorige jaar waren NOAD en SHS gedegradeerd. Hiervoor in de plaats waren Volendam en Sittardia gekomen.
Ajax werd landskampioen na een beslissingswedstrijd tegen Feijenoord. Blauw-Wit, Volendam en Sittardia degradeerden.

## Teams
| Club               | Plaats     | Accommodatie           | Capaciteit | Trainer                                 |
| ------------------ | ---------- | ---------------------- | ---------- | --------------------------------------- |
| ADO                | Den Haag   | Zuiderparkstadion      | 29.000     | Rinus Loof                              |
| Ajax               | Amsterdam  | De Meer                | 29.500     | Vic Buckingham                          |
| Blauw-Wit          | Amsterdam  | Olympisch Stadion      | 65.000     | Cor Sluijk                              |
| DOS                | Utrecht    | Galgenwaard            | 17.000     | Jaap van der Leck                       |
| DWS/A              | Amsterdam  | Olympisch Stadion      | 65.000     | Joseph Gruber                           |
| Elinkwijk          | Utrecht    | Amsterdamsestraatweg   | 13.000     | Thim van der Laan                       |
| Feijenoord         | Rotterdam  | Stadion Feijenoord     | 65.000     | Jiří Sobotka                            |
| Fortuna '54        | Geleen     | Mauritsstadion         | 27.000     | Friedrich Donenfeld                     |
| MVV                | Maastricht | De Boschpoort          | 18.000     | Branko Vidović                          |
| NAC                | Breda      | Beatrixstraat          | 18.000     | Jan Blom                                |
| PSV                | Eindhoven  | Philips Stadion        | 17.500     | Ljubiša Broćić                          |
| Rapid JC           | Kerkrade   | Kaalheide              | 25.000     | Frans Debruijn                          |
| Sittardia          | Sittard    | Sittardia-terrein      | 10.000     | Nic Heijenrath Leen van Rikxoort (a.i.) |
| Sparta             | Rotterdam  | Het Kasteel            | 22.000     | Denis Neville                           |
| Sportclub Enschede | Enschede   | Het Diekman            | 22.000     | František Fadrhonc                      |
| Volendam           | Volendam   | Julianaweg             | 15.000     | Ger Stroker                             |
| VVV                | Venlo      | De Kraal               | 18.000     | Willy Kment Josef Horesj                |
| Willem II          | Tilburg    | Gemeentelijk Sportpark | 25.000     | Wudi Müller                             |

## Eindstand
| pos | club               | gs | w  | g  | v  | pnt | dv  | dt | ds  |
| --- | ------------------ | -- | -- | -- | -- | --- | --- | -- | --- |
| 1.  | Ajax¹              | 34 | 22 | 6  | 6  | 50  | 109 | 44 | 65  |
| 2.  | Feijenoord¹        | 34 | 20 | 10 | 4  | 50  | 94  | 32 | 62  |
| 3.  | PSV                | 34 | 18 | 9  | 7  | 45  | 72  | 48 | 24  |
| 4.  | DOS                | 34 | 18 | 4  | 12 | 40  | 75  | 57 | 18  |
| 5.  | NAC                | 34 | 15 | 9  | 10 | 39  | 56  | 53 | 3   |
| 6.  | VVV                | 34 | 12 | 12 | 10 | 36  | 57  | 60 | -3  |
| 7.  | Sparta             | 34 | 14 | 6  | 14 | 34  | 53  | 52 | 1   |
| 8.  | Willem II          | 34 | 11 | 11 | 12 | 33  | 65  | 69 | -4  |
| 9.  | Sportclub Enschede | 34 | 14 | 4  | 16 | 32  | 81  | 76 | 5   |
| 10. | DWS/A              | 34 | 13 | 6  | 15 | 32  | 51  | 59 | -8  |
| 11. | Rapid JC           | 34 | 10 | 12 | 12 | 32  | 46  | 55 | -9  |
| 12. | ADO                | 34 | 13 | 5  | 16 | 31  | 62  | 68 | -6  |
| 13. | MVV                | 34 | 13 | 5  | 16 | 31  | 60  | 69 | -9  |
| 14. | Fortuna '54        | 34 | 11 | 8  | 15 | 30  | 67  | 81 | -14 |
| 15. | Elinkwijk²         | 34 | 9  | 11 | 14 | 29  | 37  | 48 | -11 |
| 16. | Blauw-Wit²         | 34 | 12 | 5  | 17 | 29  | 53  | 82 | -29 |
| 17. | Volendam           | 34 | 10 | 3  | 21 | 23  | 54  | 88 | -34 |
| 18. | Sittardia          | 34 | 5  | 6  | 23 | 16  | 40  | 91 | -51 |

### Legenda
| Kleur | Kwalificatie voor                          |
| ----- | ------------------------------------------ |
|       | Landskampioen, Voorronde Europacup I       |
|       | Play-offs voor deelname aan de Europacup I |
|       | Degradatie naar de Eerste divisie          |

#### Beslissingswedstrijden
¹ Om het landskampioenschap speelden Ajax en Feijenoord (beide 50 punten behaald) een play-off wedstrijd. De wedstrijd op neutraal terrein, die gespeeld werd in het Olympisch Stadion in Amsterdam, eindigde in 5 - 1 in het voordeel van de Amsterdammers.
| Datum + plaats                                                                            | Wedstrijd         | Uitslag       | Scoreverloop |
| ----------------------------------------------------------------------------------------- | ----------------- | ------------- | --- |
| 26 mei 1960, Amsterdam, Olympisch Stadion 52.130 toeschouwers Scheidsrechter: Wim Beltman | Ajax – Feijenoord | 5 – 1 (0 – 1) | 40' Reinier Kreijermaat (pen) 0–1, 57' Wim Bleijenberg 1–1, 66' Henk Groot 2–1, 68' Sjaak Swart 3–1, 70' Wim Bleijenberg 4–1, 77' Wim Bleijenberg 5–1 |

² Om handhaving in de eredivisie speelden Elinkwijk en Blauw Wit (beide 29 punten behaald) een play-off wedstrijd. De wedstrijd die gespeeld werd in De Kuip eindigde in 1–0 in het voordeel van de Utrechters.
| Datum + plaats                                                                                | Wedstrijd             | Uitslag       | Scoreverloop         |
| --------------------------------------------------------------------------------------------- | --------------------- | ------------- | -------------------- |
| 26 mei 1960, Rotterdam, Stadion Feijenoord 20.000 toeschouwers Scheidsrechter: Jan Bronkhorst | Elinkwijk – Blauw-Wit | 1 – 0 (1 – 0) | 20' Jan de Jongh 1–0 |

### Uitslagen
| Thuis (beneden) / Uit (rechts) | ADO   | AJA   | BLW   | DOS   | DWA   | ELI   | ENS    | FEIJ  | F54   | MVV   | NAC   | PSV   | RAP   | SIT   | SPA   | VOL   | VVV   | WIL   |
| ------------------------------ | ----- | ----- | ----- | ----- | ----- | ----- | ------ | ----- | ----- | ----- | ----- | ----- | ----- | ----- | ----- | ----- | ----- | ----- |
| ADO                            |       | 2 – 1 | 4 – 2 | 2 – 1 | 1 – 2 | 1 – 2 | 2 – 2  | 1 – 0 | 1 – 1 | 3 – 2 | 4 – 1 | 1 – 2 | 5 – 1 | 1 – 2 | 2 – 0 | 4 – 1 | 1 – 4 | 3 – 3 |
| Ajax                           | 3 – 0 |       | 8 – 1 | 2 – 1 | 2 – 0 | 1 – 1 | 3 – 0  | 4 – 1 | 5 – 1 | 0 – 1 | 3 – 0 | 6 – 2 | 3 – 2 | 4 – 2 | 5 – 0 | 9 – 0 | 5 – 2 | 2 – 2 |
| Blauw-Wit                      | 2 – 1 | 1 – 0 |       | 0 – 5 | 0 – 2 | 0 – 0 | 3 – 2  | 2 – 7 | 1 – 4 | 0 – 2 | 4 – 3 | 1 – 1 | 3 – 1 | 5 – 2 | 2 – 1 | 2 – 3 | 2 – 0 | 0 – 1 |
| DOS                            | 3 – 1 | 2 – 2 | 3 – 2 |       | 4 – 2 | 3 – 2 | 3 – 3  | 0 – 1 | 8 – 0 | 7 – 2 | 1 – 2 | 2 – 1 | 1 – 2 | 1 – 0 | 1 – 0 | 2 – 0 | 1 – 2 | 2 – 1 |
| DWS/A                          | 2 – 4 | 1 – 0 | 2 – 0 | 0 – 4 |       | 0 – 1 | 2 – 4  | 1 – 1 | 2 – 1 | 0 – 0 | 1 – 2 | 2 – 5 | 1 – 2 | 2 – 3 | 2 – 2 | 4 – 2 | 1 – 0 | 4 – 0 |
| Elinkwijk                      | 1 – 3 | 2 – 4 | 1 – 3 | 0 – 0 | 0 – 2 |       | 3 – 1  | 0 – 0 | 2 – 4 | 2 – 0 | 0 – 0 | 0 – 2 | 0 – 0 | 1 – 0 | 1 – 1 | 3 – 2 | 0 – 0 | 2 – 0 |
| Sportclub Enschede             | 4 – 1 | 3 – 3 | 6 – 3 | 5 – 0 | 1 – 3 | 2 – 0 |        | 0 – 4 | 5 – 2 | 2 – 2 | 1 – 2 | 4 – 1 | 3 – 1 | 0 – 2 | 3 – 1 | 3 – 2 | 3 – 2 | 4 – 2 |
| Feijenoord                     | 5 – 2 | 3 – 0 | 2 – 0 | 4 – 1 | 6 – 2 | 2 – 1 | 4 – 1  |       | 7 – 1 | 6 – 1 | 1 – 1 | 1 – 1 | 5 – 0 | 4 – 2 | 0 – 1 | 6 – 1 | 2 – 2 | 0 – 0 |
| Fortuna '54                    | 1 – 1 | 2 – 7 | 5 – 2 | 1 – 1 | 2 – 1 | 0 – 2 | 4 – 2  | 1 – 3 |       | 1 – 2 | 1 – 1 | 0 – 2 | 2 – 2 | 1 – 1 | 2 – 3 | 4 – 2 | 4 – 1 | 2 – 2 |
| MVV                            | 1 – 1 | 3 – 6 | 4 – 2 | 2 – 3 | 2 – 1 | 2 – 0 | 4 – 0  | 2 – 0 | 0 – 6 |       | 0 – 2 | 0 – 0 | 3 – 0 | 3 – 0 | 3 – 0 | 5 – 3 | 1 – 2 | 2 – 3 |
| NAC                            | 3 – 2 | 2 – 1 | 1 – 2 | 1 – 4 | 2 – 2 | 1 – 1 | 2 – 1  | 0 – 0 | 1 – 5 | 3 – 1 |       | 1 – 3 | 1 – 1 | 5 – 1 | 3 – 0 | 3 – 1 | 4 – 1 | 3 – 1 |
| PSV                            | 0 – 3 | 1 – 1 | 6 – 1 | 4 – 0 | 1 – 1 | 3 – 1 | 5 – 0  | 0 – 2 | 3 – 1 | 2 – 1 | 2 – 0 |       | 3 – 3 | 4 – 1 | 1 – 2 | 3 – 2 | 4 – 1 | 2 – 2 |
| Rapid JC                       | 1 – 0 | 2 – 2 | 0 – 1 | 0 – 2 | 0 – 1 | 3 – 3 | 0 – 1  | 1 – 1 | 2 – 0 | 2 – 1 | 0 – 0 | 3 – 0 |       | 3 – 1 | 2 – 0 | 2 – 2 | 2 – 1 | 2 – 2 |
| Sittardia                      | 3 – 2 | 1 – 4 | 1 – 1 | 2 – 5 | 0 – 2 | 2 – 1 | 1 – 10 | 1 – 5 | 0 – 3 | 2 – 2 | 0 – 1 | 0 – 1 | 1 – 1 |       | 0 – 1 | 1 – 5 | 1 – 1 | 1 – 1 |
| Sparta                         | 6 – 0 | 0 – 4 | 0 – 2 | 0 – 1 | 0 – 0 | 0 – 1 | 2 – 1  | 0 – 5 | 4 – 0 | 2 – 1 | 3 – 0 | 0 – 0 | 0 – 1 | 4 – 2 |       | 3 – 2 | 6 – 0 | 2 – 0 |
| Volendam                       | 0 – 2 | 0 – 3 | 2 – 1 | 4 – 0 | 3 – 1 | 1 – 0 | 2 – 1  | 1 – 1 | 0 – 4 | 1 – 3 | 1 – 0 | 1 – 2 | 2 – 1 | 2 – 1 | 0 – 4 |       | 1 – 2 | 2 – 2 |
| VVV                            | 3 – 1 | 1 – 2 | 0 – 0 | 3 – 2 | 3 – 0 | 2 – 2 | 3 – 2  | 1 – 1 | 0 – 0 | 4 – 1 | 1 – 1 | 1 – 1 | 1 – 1 | 3 – 2 | 2 – 2 | 4 – 2 |       | 2 – 2 |
| Willem II                      | 3 – 0 | 2 – 4 | 2 – 2 | 4 – 1 | 1 – 2 | 3 – 1 | 2 – 1  | 0 – 4 | 5 – 1 | 3 – 1 | 3 – 4 | 3 – 4 | 3 – 2 | 2 – 1 | 3 – 3 | 2 – 1 | 0 – 2 |       |

## Play-offs

### Eindstand
| pos | club       | gs | w | g | v | pnt | dv | dt | ds |
| --- | ---------- | -- | - | - | - | --- | -- | -- | -- |
| 1.  | Feijenoord | 4  | 3 | 1 | 0 | 7   | 20 | 7  | 13 |
| 2.  | PSV        | 4  | 1 | 2 | 1 | 4   | 8  | 12 | -4 |
| 3.  | Ajax       | 4  | 0 | 1 | 3 | 1   | 5  | 14 | -9 |

## Topscorers
| #   | Naam                 | Club               | Goal |
| --- | -------------------- | ------------------ | ---- |
| 1.  | Henk Groot           | Ajax               | 37   |
| 2.  | Coen Dillen          | PSV                | 31   |
| 3.  | Cees Groot           | Ajax               | 29   |
| 4.  | Tonny van der Linden | DOS                | 28   |
| 5.  | Pierre Kerkhoffs     | Sportclub Enschede | 27   |
| 6.  | Cor van der Gijp     | Feijenoord         | 26   |
| 7.  | Henk Schouten        | Feijenoord         | 25   |
| 8.  | Frans Rutten         | MVV                | 23   |
| 9.  | Spitz Kohn           | Fortuna '54        | 20   |
| 10. | Cor Luiten           | DOS                | 19   |
| 10. | Dick Tol             | Volendam           | 19   |